# Kim Morgan Greene
Pour les articles homonymes, voir Kim, Morgan et Greene.
Kim Morgan Greene, née le 28 novembre 1960 en Caroline du Nord (États-Unis), est une actrice, productrice et réalisatrice américaine.

## Filmographie

### Comme actrice
- 1964 : Another World (série télévisée) : Nicole Love
- 1965 : Days of Our Lives (série télévisée) : Sheila Salsbury
- 1986 : The Facts of Life (série télévisée) : Morgan
- 1986 : Dream Girl, U.S.A. (série télévisée) : la juge
- 1986-1987 : Dynastie 2 : Les Colby (The Colbys) (série télévisée) : Channing Carter (25 épisodes)
- 1987 : Destination America (téléfilm)
- 1987 : Married with Children (série télévisée) : Becky (2 épisodes)
- 1987 : Everything's Relative (série télévisée)
- 1987 : Rick Hunter (série télévisée) : Allegra Bryant
- 1989 : Nightingales (série télévisée) : Janice Boyle
- 1989 : Baywatch: Panic at Malibu Pier (téléfilm) : la fille blessée au pied
- 1989-1990 : Freddy's Nightmares (série télévisée) : Claire / Andi (2 épisodes)
- 1991 : They Came from Outer Space (série télévisée) : Amanda Rutherford
- 1991 : She-Wolf of London (série télévisée) : cupidon Rowena
- 1991 : DEA (série télévisée) : Vicki Simon
- 1991 : Jake and the Fatman (série télévisée) : Shannon Layton
- 1992 : Dangerous Curves (série télévisée) : Diamond
- 1993 : Matlock (série télévisée) : la jurée
- 1993 : Walker, Texas Ranger (série télévisée) : Vickie Hurley
- 1994 : Poussée à bout (Scorned) : Marina Weston
- 1994 : Immortal Combat : Karen Keeler
- 1994 : Le Piège (The Soft Kill) : Kimberly Lewis
- 1991-1995 : Silk Stalkings (série télévisée) : Melissa Cassidy / Valarie Carlisle (5 épisodes)
- 1995 : Fast Company (téléfilm) : Jasmine
- 1995 : Dr. Jekyll and Ms. Hyde : la paparazzi
- 1995 : Deadly Games (série télévisée) : sergent Zane
- 1996 : Subliminal Seduction (téléfilm) : Meg
- 1996 : Grizzly Mountain : Betty
- 1997 : Beverly Hills, 90210 (série télévisée) : Dayna Sawyer
- 1998 : George & Leo (série télévisée)
- 1998 : The Gardener : Betsy
- 1999 : P.U.N.K.S. : la femme qui fume au bar
- 1999 : Get Real (série télévisée) : Mrs. Shepherd
- 2000 : V.I.P. (série télévisée) : Ms Barrows
- 2001 : Race to Space : l'assistante Thornhill
- 2003 : The Negative Pick-Up : Alison Tripp
- 2003 : Living Straight (téléfilm) : Gail Parks
- 2004 : Crossing Jordan (série télévisée) : Mrs. Jenkins
- 2004 : Summerland (série télévisée) : la maman de Sarah
- 2005 : Happy Endings : Connie Peppitone
- 2005 : Miss FBI : Divinement armée (Miss Congeniality 2: Armed & Fabulous) : la femme au foyer #3
- 2005 : Grey's Anatomy (série télévisée) : Tina Rice
- 2005 : Just Legal (série télévisée) : Mrs. Smith
- 2005 : The Rites of Nico (court métrage) : Brigitte Pierson
- 2006 : Just for Kicks (série télévisée)
- 2006 : Everwood (série télévisée) : Mrs. Thompson
- 2006 : Driftwood : Mrs. Sherman
- 2007 : Spin : Jaqueline Shaw
- 2007 : Who's Your Caddy? : la femme lutin
- 2007 : Bratz : In-sé-pa-rables ! : Katie, la maman de Cloe
- 2008 : Faded Memories : Nancy
- 2008 : Wanna Be Me! (téléfilm) : Heidi prince
- 2009 : A Way with Murder : Allison Tripp
- 2009 : Le Bateau de l'espoir (Safe Harbor) (téléfilm) : Jennifer
- 2011 : The Arsebook Movie (court métrage) : Gretchen
- 2011 : Soul Surfer : la reportère
- 2012 : Midnight in Parody (court métrage) : Diane
- 2012 : The Adventures of Dude and Bro : 69's Mom
- 2014 : 12 Days a Stripper (court métrage) : Pasty
- 2015 : Bang Bang Theory of Everything (court métrage) : Steven Gawking
- 2016 : Mad Mex: Churro Road (court métrage) : l'impératrice Hillariosa
- 2017 : Mi Mi Land (court métrage) : Emmy
- 2018 : Phattom Thread (court métrage) : Cereal Woodcock
- 2018 : @asst (court métrage) : la maman de Becca

### Comme productrice
- 2003 : The Negative Pick-Up
- 2006-2007 : Dance Revolution (série télévisée) (26 épisodes)
- 2016 : Mad Mex: Churro Road (court métrage)
- 2017 : Mi Mi Land (court métrage)
- 2018 : Phattom Thread (court métrage)

### Comme réalisatrice
- 2017 : Mi Mi Land (court métrage)
- 2018 : Phattom Thread (court métrage)